# Neptuno (1754)
El Neptuno fue un navío de línea de 68 cañones, repartidos en dos cubiertas,  construido para la Armada Española en los Reales Astilleros de Esteiro de Ferrol. Su nombre de advocación era San Justo. De acuerdo con los estándares británicos quedaba clasificado como un navío de tercera clase.

## Construcción
Junto con sus 11 gemelos, fue ordenado el 15 de junio de 1752, y su quilla fue puesta sobre la grada en 1752, siendo botado al agua el 6 de julio de 1754 desde la misma grada sobre la que se colocó al día siguiente la quilla del navío Diligente.
Pertenecía a la serie conocida como los Doce póstoles o del Apostolado, construidos todos ellos simultáneamente en los Reales Astilleros de Esteiro de Ferrol por el constructor británico Rooth entre 1753 y 1755 por el método inglés o de Jorge Juan. Entró en servicio en 1754 con 68 cañones, al igual que el resto de la serie, aunque después algunos de sus gemelos llegaron a llevar hasta 74 cañones.

## Historial
En 1760 fue destinado al Caribe, y entró en el puerto de Cartagena de Indias bajo el mando del capitán Pedro Bermúdez. En 1761 se encontraba en La Habana hasta que fue enviado de nuevo a Cartagena de Indias, siendo sustituido en el puerto cubano por el Castilla, aunque estaba de nuevo entre los navíos destinados en La Habana en abril de 1762, tripulado por 504 hombres.
La Habana fue atacada el 6 de junio de 1762 por una escuadra británica compuesta por 53 navíos de línea y 25.000 hombres entre soldados y marineros. Este buque se hallaba bajo el mando del capitán de navío Pedro Bermúdez. 
La Junta de Guerra presidida por el gobernador de La Habana, Juan de Prado Mayera Portocarrero y Luna, ante la manifiesta superioridad de las fuerzas británicas (las fuerzas españolas eran de 12 navíos de línea y 8.700 hombres entre soldados y maríneros), tomó la decisión de echar a pique el Neptuno el 11 de junio junto con el Asia y el Europa en el punto más estrecho del canal, que coincide con el muelle de la Contaduría, próximo al castillo de la Fuerza, para evitar la entrada a la bahía de la escuadra británica al mando del almirante George Pocock. Su comandante, D. Pedro Bermúdez, se encargó de sumergirlo en la boca del puerto.